# Большая Брусенка
Большая Брусенка — река в России, протекает по Бабушкинскому и Нюксенскому районам Вологодской области. Правая составляющая реки Брусенка, образует её сливаясь с Малой Брусенкой. В 1 км от устья, по правому берегу реки впадает река Гавриловка. Длина реки составляет 27 км.

## Течение
Исток Большой Брусенки находится в Бабушкинском районе, в болотах в 3 км к югу от деревни Васильево (Городищенское сельское поселение, в 26 км к юго-востоку от посёлка Игмас и в 20 км к юго-западу от села Городищна. Первые километры река течёт по территории Бабушкинского района, затем — по территории Нюксенского. Направление течения — на север. В верхнем и среднем течении река течёт по лесному массиву и не населена, за два километра до устья протекает через деревни Новая Дуброва и Дор. За километр до устья принимает справа крупнейший приток — Гавриловку. Сливается с Малой Брусенкой, образуя Брусенку, в центре деревни Слекишино (Городищенское сельское поселение).

## Данные водного реестра
По данным государственного водного реестра России относится к Двинско-Печорскому бассейновому округу, водохозяйственный участок реки — Северная Двина от начала реки до впадения реки Вычегда, без рек Юг и Сухона (от истока до Кубенского гидроузла), речной подбассейн реки — Сухона. Речной бассейн реки — Северная Двина.
Код объекта в государственном водном реестре — 03020100312103000008930.